# Варде (місто, Норвегія)
Варде (норв. Vardø) — місто на крайньому північному сході Норвегії, у фюльке Фіннмарк. Адміністративний центр комуни Варде. Найсхідніше місто Норвегії, розташоване східніше від Києва, Санкт-Петербурга чи Стамбула.

## Географія
Варде розташоване на незахищеному безлісому острові Вардея (Vardøya) в Баренцевому морі, оточеному кількома меншими островами. Найсхідніше місто в Норвегії та скандинавських країн, розташоване на 31° східної широти, на схід від Санкт-Петербурга, Києва та Стамбула. Східна частина Фіннмарка — у тому ж часовому поясі, що й решта країни, незважаючи на те, що світловий день зміщений більш ніж на годину.

### Клімат
Порт Варде на Баренцевому морі залишається вільним від льоду цілий рік завдяки теплому північноатлантичному дрейфу. Раніше у Варде був тундровий клімат, але в результаті потепління переважає субарктичний клімат, використовуючи офіційний період 1991—2020 років, оскільки середньомісячні температури в липні та серпні перевищив поріг 10 °C (50 °F). За винятком високогірних районів, раніше це було єдине місто з полярним кліматом у власне Норвегії. «Опівнічне сонце» стоїть над горизонтом з 16 травня по 29 липня, а період безперервного світлового дня триває трохи довше, полярна ніч з 24 листопада по 19 січня. Середня дата першого нічного заморожування (нижче 0 °C (32 °F)) восени — 12 жовтня.  Метеостанція Vardø Radio (10 м) почала запис у червні 1829 року.
| Кліматичні дані для Варде (10 м, Vardø Radio), 1991—2020 норми, екстремальні 1829–тепер | Кліматичні дані для Варде (10 м, Vardø Radio), 1991—2020 норми, екстремальні 1829–тепер | Кліматичні дані для Варде (10 м, Vardø Radio), 1991—2020 норми, екстремальні 1829–тепер | Кліматичні дані для Варде (10 м, Vardø Radio), 1991—2020 норми, екстремальні 1829–тепер | Кліматичні дані для Варде (10 м, Vardø Radio), 1991—2020 норми, екстремальні 1829–тепер | Кліматичні дані для Варде (10 м, Vardø Radio), 1991—2020 норми, екстремальні 1829–тепер | Кліматичні дані для Варде (10 м, Vardø Radio), 1991—2020 норми, екстремальні 1829–тепер | Кліматичні дані для Варде (10 м, Vardø Radio), 1991—2020 норми, екстремальні 1829–тепер | Кліматичні дані для Варде (10 м, Vardø Radio), 1991—2020 норми, екстремальні 1829–тепер | Кліматичні дані для Варде (10 м, Vardø Radio), 1991—2020 норми, екстремальні 1829–тепер | Кліматичні дані для Варде (10 м, Vardø Radio), 1991—2020 норми, екстремальні 1829–тепер | Кліматичні дані для Варде (10 м, Vardø Radio), 1991—2020 норми, екстремальні 1829–тепер | Кліматичні дані для Варде (10 м, Vardø Radio), 1991—2020 норми, екстремальні 1829–тепер | Кліматичні дані для Варде (10 м, Vardø Radio), 1991—2020 норми, екстремальні 1829–тепер |
| місяць                                                                                  | Січень                                                                                  | Лютий                                                                                   | Березень                                                                                | Квітень                                                                                 | Травень                                                                                 | Червень                                                                                 | Липень                                                                                  | Серпень                                                                                 | Вересень                                                                                | Жовтень                                                                                 | Листопад                                                                                | Грудень                                                                                 | Рік                                                                                     |
| --------------------------------------------------------------------------------------- | --------------------------------------------------------------------------------------- | --------------------------------------------------------------------------------------- | --------------------------------------------------------------------------------------- | --------------------------------------------------------------------------------------- | --------------------------------------------------------------------------------------- | --------------------------------------------------------------------------------------- | --------------------------------------------------------------------------------------- | --------------------------------------------------------------------------------------- | --------------------------------------------------------------------------------------- | --------------------------------------------------------------------------------------- | --------------------------------------------------------------------------------------- | --------------------------------------------------------------------------------------- | --------------------------------------------------------------------------------------- |
| Рекордно високий °C (°F)                                                                | 7,3 (45,1)                                                                              | 6,7 (44,1)                                                                              | 8,4 (47,1)                                                                              | 13,3 (55,9)                                                                             | 21,1 (70,0)                                                                             | 25,8 (78,4)                                                                             | 27,0 (80,6)                                                                             | 25,1 (77,2)                                                                             | 20,1 (68,2)                                                                             | 13,8 (56,8)                                                                             | 10,4 (50,7)                                                                             | 7,3 (45,1)                                                                              | 27,0 (80,6)                                                                             |
| Середній максимум °C (°F)                                                               | 3,6 (38,5)                                                                              | 3,3 (37,9)                                                                              | 3,6 (38,5)                                                                              | 6,8 (44,2)                                                                              | 12,7 (54,9)                                                                             | 16,8 (62,2)                                                                             | 20,0 (68,0)                                                                             | 19,1 (66,4)                                                                             | 15,2 (59,4)                                                                             | 9,9 (49,8)                                                                              | 5,6 (42,1)                                                                              | 4,8 (40,6)                                                                              | 21,4 (70,5)                                                                             |
| Середня висока °C (°F)                                                                  | −1,2 (29,8)                                                                             | −1,8 (28,8)                                                                             | −0,4 (31,3)                                                                             | 2,2 (36,0)                                                                              | 5,8 (42,4)                                                                              | 9,1 (48,4)                                                                              | 12,3 (54,1)                                                                             | 12,3 (54,1)                                                                             | 9,8 (49,6)                                                                              | 5,0 (41,0)                                                                              | 1,7 (35,1)                                                                              | 0,2 (32,4)                                                                              | 4,6 (40,3)                                                                              |
| Середньодобова °C (°F)                                                                  | −3,5 (25,7)                                                                             | −3,9 (25,0)                                                                             | −2,3 (27,9)                                                                             | 0,3 (32,5)                                                                              | 3,8 (38,8)                                                                              | 7,0 (44,6)                                                                              | 10,0 (50,0)                                                                             | 10,1 (50,2)                                                                             | 7,8 (46,0)                                                                              | 3,3 (37,9)                                                                              | −0,2 (31,6)                                                                             | −2,0 (28,4)                                                                             | 2,5 (36,5)                                                                              |
| Середній низький °C (°F)                                                                | −6,0 (21,2)                                                                             | −6,5 (20,3)                                                                             | −4,5 (23,9)                                                                             | −1,6 (29,1)                                                                             | 1,8 (35,2)                                                                              | 5,0 (41,0)                                                                              | 8,0 (46,4)                                                                              | 8,2 (46,8)                                                                              | 5,9 (42,6)                                                                              | 1,5 (34,7)                                                                              | −2,2 (28,0)                                                                             | −4,3 (24,3)                                                                             | 0,5 (32,9)                                                                              |
| Середній мінімум °C (°F)                                                                | −12,8 (9,0)                                                                             | −12,8 (9,0)                                                                             | −9,8 (14,4)                                                                             | −7,2 (19,0)                                                                             | −2,3 (27,9)                                                                             | 1,7 (35,1)                                                                              | 5,3 (41,5)                                                                              | 4,5 (40,1)                                                                              | 1,8 (35,2)                                                                              | −4,2 (24,4)                                                                             | −7,9 (17,8)                                                                             | −10,3 (13,5)                                                                            | −14,5 (5,9)                                                                             |
| Рекордно низький °C (°F)                                                                | −22,5 (−8,5)                                                                            | −22,7 (−8,9)                                                                            | −20,5 (−4,9)                                                                            | −14,4 (6,1)                                                                             | −10,3 (13,5)                                                                            | −3,9 (25,0)                                                                             | −1,6 (29,1)                                                                             | −0,4 (31,3)                                                                             | −4,8 (23,4)                                                                             | −13,2 (8,2)                                                                             | −15,0 (5,0)                                                                             | −20,1 (−4,2)                                                                            | −22,7 (−8,9)                                                                            |
| Середня кількість опадів мм (дюйми)                                                     | 59,1 (2,33)                                                                             | 50,6 (1,99)                                                                             | 51,8 (2,04)                                                                             | 40,3 (1,59)                                                                             | 35,6 (1,40)                                                                             | 46,0 (1,81)                                                                             | 55,0 (2,17)                                                                             | 55,2 (2,17)                                                                             | 46,6 (1,83)                                                                             | 70,9 (2,79)                                                                             | 52,8 (2,08)                                                                             | 60,0 (2,36)                                                                             | 623,9 (24,56)                                                                           |
| Середня надзвичайна глибина снігу см (дюйми)                                            | 62 (24)                                                                                 | 83 (33)                                                                                 | 98 (39)                                                                                 | 97 (38)                                                                                 | 59 (23)                                                                                 | 10 (3,9)                                                                                | 0 (0)                                                                                   | 0 (0)                                                                                   | 1 (0,4)                                                                                 | 8 (3,1)                                                                                 | 21 (8,3)                                                                                | 42 (17)                                                                                 | 110 (43)                                                                                |
| Середня кількість опадів                                                                | 16                                                                                      | 13                                                                                      | 13                                                                                      | 11                                                                                      | 9                                                                                       | 8                                                                                       | 9                                                                                       | 9                                                                                       | 10                                                                                      | 16                                                                                      | 13                                                                                      | 14                                                                                      | 141                                                                                     |
| Середня відносна вологість (%)                                                          | 85                                                                                      | 85                                                                                      | 82                                                                                      | 81                                                                                      | 82                                                                                      | 84                                                                                      | 87                                                                                      | 86                                                                                      | 84                                                                                      | 83                                                                                      | 84                                                                                      | 84                                                                                      | 84                                                                                      |
| Середня точка роси °C (°F)                                                              | −6,3 (20,7)                                                                             | −6,6 (20,1)                                                                             | −5,4 (22,3)                                                                             | −2,6 (27,3)                                                                             | 0,5 (32,9)                                                                              | 3,9 (39,0)                                                                              | 7,7 (45,9)                                                                              | 7,4 (45,3)                                                                              | 5,7 (42,3)                                                                              | 0,9 (33,6)                                                                              | −2,2 (28,0)                                                                             | −3,9 (25,0)                                                                             | −0,1 (31,8)                                                                             |

### Фауна і флора
Клімат занадто холодний влітку та надто вітряний взимку для дерев, але в захищених від вітру місцях існує кілька посаджених дерев, як правило, горобини.

## Історія
Варде має довгу історію заселення, перш ніж 1789 року йому було надано статус міста. Товсті культурні шари в південно-східній частині міста, документують безперервне проживання в цьому районі принаймні близько 800 років тому. На острові Вардея (Vardøya) відомі кілька пам'яток кам'яного віку, а також пам'яток саамського залізного віку. 
У період середньовіччя значення Варде зросло внаслідок того, що він був найсхіднішим оплотом норвезької королівської влади, яка тоді розширювалася. 1307 року у Варде побудували церкву, і приблизно в той же час була заснована перша фортеця.
Навіть якщо присутність фортеці та королівського пристава дало Варде певний ступінь постійності та стабільності, якого не відчували інші рибальські спільноти у Фіннмарку, розмір і значення міста то зростали, то слабшали зі зміною долі рибальства. У середині 16 століття Варде мав населення від 400 до 500 осіб, однак до 1789 року скоротилася приблизно до 100.
У 17 столітті Варде був центром великої кількості судових процесів щодо чаклунства. Понад 90 норвежців і саамів були засуджені до смертної кари. Вони вшановуються в меморіалі Стейлнесет.

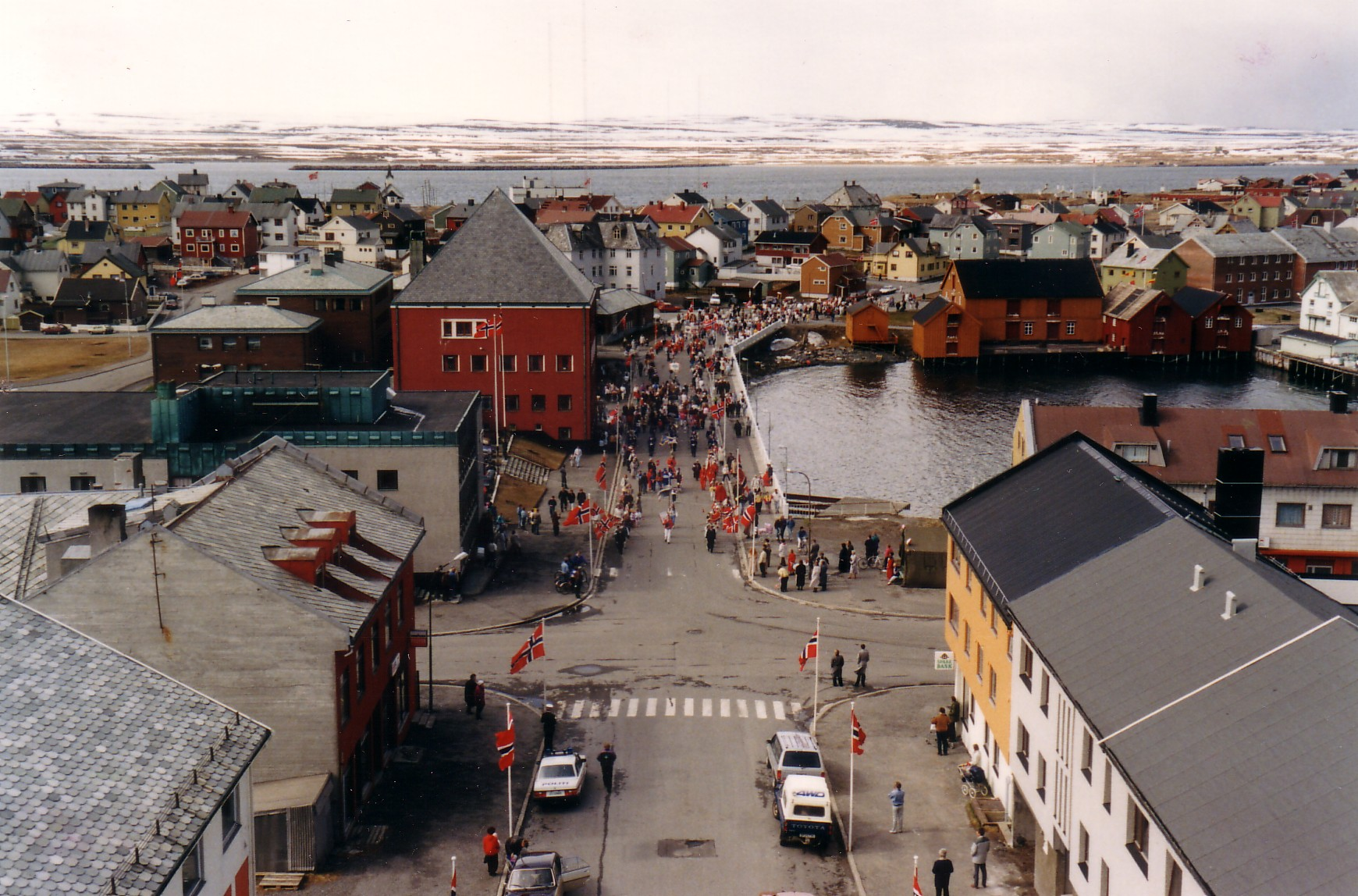
День Незалежности, 1990

1769 року угорський астроном Максиміліан Гелл і його помічник Янош Сайновікс, делеговані Крістіаном VII Данським, вирушили до Варде, щоби спостерігати проходження Венери.
Місто Варде та сільська округа навколо нього були створені як муніципалітет 1 січня 1838 року. Закон вимагав, щоб усі міста були відокремлені від їхніх сільських округів, але через низьку кількість населення та дуже мало виборців це було неможливо здійснити для Варде в 1838 році. (див. також Гаммерфест і Вадсе). Сільський округ Варде (Vardø landdistrikt, який у 1957 році було перейменовано на Båtsfjord) було офіційно відокремлено від міста Варде у 1868 році. У 1960-х роках відбулося багато муніципальних злиттів по всій Норвегії завдяки роботі комітету. 1 січня 1964 року східна частина Ботсфіорду об'єдналася з містом Варде, щоби створити комуну Варде.
Під час Другої світової війни, коли Норвегія була окупована німецьким вермахтом, Варде сильно бомбили союзники, переважно російські сили. Більша частина центру міста була зруйнована, а населення евакуйовано. Після війни центр міста було повністю реконструйовано, але на периферії збереглися старіші традиційні будинки, як-от у старому місті в Остервогені.
Станом на 2017 рік рибна промисловість зазнала краху. З 1995 по 2017 рік чисельність населення скоротилася на 50 % до 2100 осіб. У травні 2017 року почалися роботи з прокладання нового електричного кабелю з материкової частини Норвегії на острів. Додаткова електроенергія потрібна для живлення фінансованої США системи космічного спостереження GLOBUS, розташованої приблизно за 40 миль від російського Кольського півострова, території, усіяної військово-морськими базами високого рівня безпеки та обмеженими військовими зонами. Секретність навколо радарних систем породила побоювання, що чиновники приховують небезпеку для здоров'я та інші можливі небезпеки. Електромагнітні імпульси, які випромінює нинішня радарна система, заважають прийому телебачення та радіо, і деякі жителі звинувачують їх у висипу викиднів та випадків раку в цивільному районі поруч із огородженою зоною безпеки.
Місто було обрано місцем тисячоліття для фюльке Фіннмарк.

## Транспорт
Острів Вардея з'єднаний із материком через підводний тунель Варде (перша така споруда в Норвегії). Аеропорт Варде та поселення Свартнес розташовані на материку навпроти входу в тунель. Місто є північним закінченням європейського маршруту E75, який починається в Сітії (Крит).

## Економіка і туризм
Риболовля та переробка морепродуктів залишаються основними джерелами доходу Варде, хоча туризм починає ставати важливим економічним фактором.
Туристичні пам'ятки Варде включають:
- Фортеця Варде (Vardøhus Festning, 14 століття, нинішню споруду датують 1734 роком);
- меморіал судів над чаклунством;
- кілька колоній морських птахів;
- Поморський і Партизанський музеї;
- залишки німецьких укріплень часів Другої світової війни.

Конкурс «Юкіґассен» (Yukigassen) у Варде є унікальним у Норвегії.
Vardøhus Festning є домом для двох дерев горобини, які старанно доглядають і обігрівають взимку, оскільки вони не можуть нормально вижити в кліматі, на північ від межі арктичних дерев . У 1960 році висаджено 7 дерев; та, що вижила, встигла зацвісти двічі, у 1974 та 1981 роках. Остаточно вона піддалася холоду у 2002 році, але на її місці висаджено два нових саджанці.

### Річкова риболовля
Дозволи на риболовлю (для лову лосося) продаються для використання на певних річках, включаючи Комаг-Елва.

## Відомі люди
- Юн Андро (1888—1966) — норвезький політик, мер Варде в 1925—1930 роках.
- Педер Рагнар Голт (1899, Варде — 1963) — норвезький політик, перша особа з графства Фіннмарк, яка стала губернатором Фіннмарка.
- Ада Крамм (1899, Варде — 1981) — норвезька актриса театру й кіно.
- Гокон Буґґе Март (1901, Варде — 1990) — письменник і прес-аташе посольства Норвегії в Парижі 1946—1971.
- Альфред Несс (1927, Варде — 1997) — норвезький драматург і автор пісень.
- Тронн Еєн (1929, Варде — 1999) — норвезький скрипаль, перший скрипаль Філармонії Осло.
- Стефан Йогансен (нар. 1991) — норвезький професійний футболіст, який провів понад 300 матчів за клуб і 55 матчів за збірну Норвегії.